# Gerald Levinson
Gerald Levinson (Westport, 22 giugno 1951) è un compositore statunitense di musica contemporanea.
Al conservatorio ha studiato con George Crumb, Richard Wernick e George Rochberg. Dopo il diploma, soi è specializzato in composizione musicale a Parigi da Olivier Messiaen, dal quale ha pure appreso i principi dell'ornitologia.
Fra le sue composizioni vi è Anahata, Symphony No.2 e Black Magic/White Magic (1981) in collaborazione con la moglie, la poetessa Nanine Valen.
Levinson attualmente svolge l'attività di compositore indipendente nelle vicinanze di Filadelfia.